# Danijel Milićević
Danijel Milićević (Bellinzona, Suiza, 5 de enero de 1986) es un exfutbolista y entrenador bosnio-suizo que jugaba de centrocampista.

## Trayectoria
Tras poner fin a su etapa como jugador en junio de 2021, regesó al K. A. A. Gante como entrenador asistente. En enero de 2025, tras la salida de Wouter Vrancken, fue nombrado entrenador interino y en marzo pasó a ocupar el cargo de forma permanente después de firmar un contrato hasta 2028. Sin embargo, en mayo fue destituido tras perder nueve de los últimos diez partidos de la temporada.

## Selección nacional
Milićević fue internacional sub-19, sub-20 y sub-21 con la selección de fútbol de Suiza. Sin embargo, para la selección absoluta se decidió por Bosnia y Herzegovina, con quien debutó en 2016.

## Clubes

### Como jugador
| Club                | País    | Año       |
| ------------------- | ------- | --------- |
| F. C. Lugano        | Suiza   | 2004-2006 |
| Yverdon-Sport F. C. | Suiza   | 2006-2008 |
| K. A. S. Eupen      | Bélgica | 2009-2011 |
| Charleroi S. C.     | Bélgica | 2011-2014 |
| K. A. A. Gante      | Bélgica | 2014-2018 |
| F. C. Metz (cedido) | Francia | 2018      |
| K. A. S. Eupen      | Bélgica | 2018-2020 |
| R. F. C. Seraing    | Bélgica | 2020-2021 |

### Como entrenador
| Club           | País    | Año  |
| -------------- | ------- | ---- |
| K. A. A. Gante | Bélgica | 2025 |

## Palmarés

### Campeonatos nacionales
| Título               | Club           | País    | Año  |
| -------------------- | -------------- | ------- | ---- |
| Pro League           | K. A. A. Gante | Bélgica | 2015 |
| Supercopa de Bélgica | K. A. A. Gante | Bélgica | 2015 |